# Équipe de Norvège féminine de football à la Coupe du monde 2019
L'équipe de Norvège féminine de football participe à la Coupe du monde de 2019 organisée en France du 7 juin 2019 au 7 juillet 2019.

## Qualification
La Norvège se qualifie grâce à sa première place dans le groupe 3 des éliminatoires de la zone Europe. Elle a gagné sept de ses huit matchs avec une défaite contre les Pays-Bas à un but à zéro.

## Préparation

### Maillot
Pendant la Coupe du Monde féminine 2019, l'équipe de Norvège porte un maillot confectionné par l'équipementier Nike. Le maillot domicile est rouge sur le haut et bleu sur le bas. Le maillot extérieur est blanc avec des bandes rouges et bleues de différentes tailles sur le haut du maillot.

## Joueuses et encadrement technique
La sélection finale est annoncée le 2 mai 2019.

## Compétition
Pour un article plus général, voir Coupe du monde féminine de football 2019.

### Format et tirage au sort
Les 24 équipes qualifiées pour la Coupe du monde sont réparties en quatre chapeaux de six équipes. Lors du tirage au sort, six groupes de quatre équipes sont formés, les quatre équipes de chaque groupe provenant chacune d'un chapeau différent. Celles-ci s'affrontent une fois chacune : à la fin des trois journées, les deux premiers de chaque groupe sont qualifiés pour les huitièmes de finale, ainsi que les quatre meilleurs troisième de groupe.
La Norvège est placé dans le chapeau 2.
Le chapeau 2 contient une équipe asiatique (Japon), une équipe sud-américaine (Brésil) au côté de quatre équipes européennes (Norvège, Pays-Bas, Suède et Espagne).
Le tirage donne alors pour adversaires la Corée du Sud, la France et le Nigeria.

### Premier tour - Groupe A
| Rang | Équipe       | Pts | J | G | N | P | Bp | Bc | Diff |
| ---- | ------------ | --- | - | - | - | - | -- | -- | ---- |
| 1    | France       | 9   | 3 | 3 | 0 | 0 | 7  | 1  | +6   |
| 2    | Norvège      | 6   | 3 | 2 | 0 | 1 | 6  | 3  | +3   |
| 3    | Nigeria      | 3   | 3 | 1 | 0 | 2 | 2  | 4  | -2   |
| 4    | Corée du Sud | 0   | 3 | 0 | 0 | 3 | 1  | 8  | -7   |

#### Norvège - Nigeria
| Match 2           | Norvège                                                                       | 3 – 0   | Nigeria                       | Stade Auguste-Delaune, Reims                   |                                                |
| 8 juin 2019 21:00 | (Graham Hansen ) Reiten 17e · (Reiten ) Karlseng Utland 34e · Ohale 37e (csc) | (3 - 0) |                               | Spectateurs : 11 058 Arbitrage : Kate Jacewicz | Spectateurs : 11 058 Arbitrage : Kate Jacewicz |
| 8 juin 2019 21:00 |                                                                               | Rapport | 13e Oparanozie · 45+1e Ordega | Spectateurs : 11 058 Arbitrage : Kate Jacewicz | Spectateurs : 11 058 Arbitrage : Kate Jacewicz |

| Norvège | Nigeria |

| NORVEGE :       |    |                            |  |       |
|                 |    |                            |  |       |
| Gardien de but  | 1  | Ingrid Hjelmseth           |  |       |
|                 | 2  | Ingrid Moe Wold            |  |       |
|                 | 3  | Maria Thorisdottir         |  |       |
|                 | 6  | Maren Mjelde               |  |       |
|                 | 8  | Vilde Bøe Risa             |  | 84e   |
|                 | 9  | Isabell Herlovsen          |  |       |
|                 | 10 | Caroline Graham Hansen     |  |       |
|                 | 11 | Lisa-Marie Karlseng Utland |  | 80e   |
|                 | 14 | Ingrid Syrstad Engen       |  |       |
|                 | 16 | Guro Reiten                |  | 90+1e |
|                 | 17 | Kristine Minde             |  |       |
| Remplaçantes :  |    |                            |  |       |
|                 | 7  | Elise Thorsnes             |  | 80e   |
|                 | 18 | Frida Maanum               |  | 84e   |
|                 | 20 | Emilie Haavi               |  | 90+1e |
| Sélectionneur : |    |                            |  |       |
| Martin Sjögren  |    |                            |  |       |

| NIGERIA :       |    |                   |       |     |
|                 |    |                   |       |     |
| Gardien de but  | 1  | Tochukwu Oluehi   |       |     |
|                 | 3  | Osinachi Ohale    |       |     |
|                 | 4  | Ngozi Ebere       |       |     |
|                 | 5  | Onome Ebi         |       |     |
|                 | 8  | Asisat Oshoala    |       |     |
|                 | 9  | Desire Oparanozie | 13e   | 71e |
|                 | 10 | Rita Chikwelu     |       |     |
|                 | 13 | Ngozi Okobi       |       |     |
|                 | 14 | Faith Michael     |       | 54e |
|                 | 17 | Francisca Ordega  | 45+1e |     |
|                 | 18 | Halimatu Ayinde   |       | 51e |
| Remplaçantes :  |    |                   |       |     |
|                 | 11 | Chinaza Uchendu   |       | 51e |
|                 | 20 | Chidinma Okeke    |       | 54e |
|                 | 12 | Uchenna Kanu      |       | 71e |
| Sélectionneur : |    |                   |       |     |
| Thomas Dennerby |    |                   |       |     |

| Assistantes : Kathryn Nesbitt Chantal Boudreau Quatrième arbitre : Caseu Reibelt Cinquième arbitre : Maiko Hagio Arbitre vidéo : Danny Makkelie Assistants arbitre vidéo : Sian Massey Mohammed Abdulla Mohammed Femme du Match : Guro Reiten |

#### France - Norvège
| Match 14           | France                                     | 2 – 1   | Norvège          | Stade de Nice, Nice                                |                                                    |
| 12 juin 2019 21:00 | (Majri ) Gauvin 46e · Le Sommer 72e (pen.) | (0 - 0) | 54e (csc) Renard | Spectateurs : 34 872 Arbitrage : Bibiana Steinhaus | Spectateurs : 34 872 Arbitrage : Bibiana Steinhaus |
| 12 juin 2019 21:00 | Rapport                                    |         |                  | Spectateurs : 34 872 Arbitrage : Bibiana Steinhaus | Spectateurs : 34 872 Arbitrage : Bibiana Steinhaus |

| France | Norvège |

| FRANCE :         |    |                    |     |     |
|                  |    |                    |     |     |
| Gardien de but   | 16 | Sarah Bouhaddi     |     |     |
|                  | 4  | Marion Torrent     |     |     |
|                  | 19 | Griedge Mbock      |     |     |
|                  | 3  | Wendie Renard      |     |     |
|                  | 10 | Amel Majri         |     |     |
|                  | 6  | Amandine Henry     |     |     |
|                  | 17 | Gaëtane Thiney     |     | 82e |
|                  | 15 | Élise Bussaglia    |     |     |
|                  | 11 | Kadidiatou Diani   |     |     |
|                  | 9  | Eugénie Le Sommer  | 56e |     |
|                  | 13 | Valérie Gauvin     |     | 85e |
| Remplaçantes :   |    |                    |     |     |
|                  | 14 | Charlotte Bilbault |     | 82e |
|                  | 20 | Delphine Cascarino |     | 85e |
| Sélectionneuse : |    |                    |     |     |
| Corinne Diacre   |    |                    |     |     |

| NORVÈGE :       |    |                      |     |       |
|                 |    |                      |     |       |
| Gardien de but  | 1  | Ingrid Hjelmseth     |     |       |
|                 | 2  | Ingrid Wold          |     | 86e   |
|                 | 6  | Maren Mjelde         |     |       |
|                 | 3  | Maria Thorisdottir   |     |       |
|                 | 17 | Kristine Minde       |     |       |
|                 | 21 | Karina Sævik         |     | 76e   |
|                 | 8  | Vilde Bøe Risa       |     | 90+1e |
|                 | 14 | Ingrid Engen         | 71e |       |
|                 | 16 | Guro Reiten          |     |       |
|                 | 10 | Caroline Hansen      |     |       |
|                 | 9  | Isabell Herlovsen    |     |       |
| Remplaçantes :  |    |                      |     |       |
|                 | 11 | Lisa-Marie Utland    |     | 76e   |
|                 | 5  | Synne Skinnes Hansen |     | 86e   |
|                 | 18 | Frida Maanum         |     | 90+1e |
| Sélectionneur : |    |                      |     |       |
| Martin Sjögren  |    |                      |     |       |

| Assistantes : Katrin Rafalski Chrysoula Kourompylia Quatrième arbitre : Riem Hussein Cinquième arbitre : Lisa Rashid Arbitre vidéo : Felix Zwayer Assistants arbitre vidéo : Sascha Stegemann Chantal Boudreau Femme du Match : Valérie Gauvin |

#### Corée du Sud - Norvège
| Match 26           | Corée du Sud        | 1 - 2   | Norvège                                        | Stade Auguste-Delaune, Reims                           |                                                        |
| 17 juin 2019 21:00 | (Geum-min ) Yeo 77e | (0 - 1) | Graham Hansen 4e (pén.) · Herlovsen 50e (pén.) | Spectateurs : 13 034 Arbitrage : Marie-Soleil Beaudoin | Spectateurs : 13 034 Arbitrage : Marie-Soleil Beaudoin |
| 17 juin 2019 21:00 | Rapport             |         |                                                | Spectateurs : 13 034 Arbitrage : Marie-Soleil Beaudoin | Spectateurs : 13 034 Arbitrage : Marie-Soleil Beaudoin |

| Corée du Sud | Norvège |

| COREE DU SUD :  |    |                |  |     |
|                 |    |                |  |     |
| Gardien de but  | 18 | Kim Min-jeong  |  |     |
|                 | 2  | Lee Eun-mi     |  | 79e |
|                 | 9  | Moon Mi-ra     |  | 82e |
|                 | 5  | Kim Do-yeon    |  |     |
|                 | 16 | Jang Sel-gi    |  |     |
|                 | 13 | Yeo Min-ji     |  | 85e |
|                 | 10 | Ji So-yun      |  |     |
|                 | 8  | Cho So-hyun    |  | 4e  |
|                 | 23 | Kang Chae-rim  |  | 66e |
|                 | 14 | Shin Dam-yeong |  |     |
|                 | 17 | Lee Geum-min   |  |     |
| Remplaçantes :  |    |                |  |     |
|                 | 7  | Lee Min-a      |  | 66e |
|                 | 3  | Jeong Yeong-a  |  | 79e |
|                 | 12 | Kang Yu-mi     |  | 82e |
| Sélectionneur : |    |                |  |     |
| Yoon Deok-yeo   |    |                |  |     |

| NORVEGE :       |    |                            |  |     |
|                 |    |                            |  |     |
| Gardien de but  | 1  | Ingrid Hjelmseth           |  |     |
|                 | 2  | Ingrid Moe Wold            |  |     |
|                 | 3  | Maria Thorisdottir         |  |     |
|                 | 6  | Maren Mjelde               |  |     |
|                 | 8  | Vilde Bøe Risa             |  |     |
|                 | 9  | Isabell Herlovsen          |  | 69e |
|                 | 10 | Caroline Graham Hansen     |  | 54e |
|                 | 11 | Lisa-Marie Karlseng Utland |  | 46e |
|                 | 14 | Ingrid Syrstad Engen       |  |     |
|                 | 16 | Guro Reiten                |  |     |
|                 | 17 | Kristine Minde             |  |     |
| Remplaçantes :  |    |                            |  |     |
|                 | 21 | Karina Sævik               |  | 46e |
|                 | 18 | Frida Maanum               |  | 54e |
|                 | 7  | Elise Thorsnes             |  | 69e |
| Sélectionneur : |    |                            |  |     |
| Martin Sjögren  |    |                            |  |     |

| Assistantes : Princess Brown Stephanie-Dale Yee Sing Quatrième arbitre : Gladys Lengwe Cinquième arbitre : Maria Salamasina Arbitre vidéo : Christopher Beath Assistants arbitre vidéo : Lucie Ratajova Mohammed Abdulla Mohammed Femme du Match : Caroline Graham Hansen |

### Phase à élimination directe

#### Huitième de finale: Norvège - Australie
| Match 38           | Norvège                                 | 1 - 1 ap              | Australie               | Stade de Nice, Nice                           |                                               |
| 22 juin 2019 21:00 | ( Sævik) Herlovsen 31e                  | (1 - 0, 1 - 1, 1 - 1) | 83e Kellond-Knight      | Spectateurs : 12 229 Arbitrage : Riem Hussein | Spectateurs : 12 229 Arbitrage : Riem Hussein |
| 22 juin 2019 21:00 | Minde 53e · Utland 96e · Risa 105+2e    | Rapport               | 104e Kennedy ·          | Spectateurs : 12 229 Arbitrage : Riem Hussein | Spectateurs : 12 229 Arbitrage : Riem Hussein |
| 22 juin 2019 21:00 | Graham Hansen · Reiten · Mjelde · Engen | Tirs au but 4 - 1     | Kerr · Gielnik · Catley | Spectateurs : 12 229 Arbitrage : Riem Hussein | Spectateurs : 12 229 Arbitrage : Riem Hussein |

| Norvège | Australie |

| NORVEGE :       |    |                            |        |      |
|                 |    |                            |        |      |
| Gardien de but  | 1  | Ingrid Hjelmseth           |        |      |
|                 | 2  | Ingrid Moe Wold            |        | 102e |
|                 | 3  | Maria Thorisdottir         |        |      |
|                 | 6  | Maren Mjelde               |        |      |
|                 | 8  | Vilde Bøe Risa             | 105+2e |      |
|                 | 9  | Isabell Herlovsen          |        | 77e  |
|                 | 10 | Caroline Graham Hansen     |        |      |
|                 | 14 | Ingrid Syrstad Engen       |        |      |
|                 | 16 | Guro Reiten                |        |      |
|                 | 17 | Kristine Minde             | 53e    |      |
|                 | 21 | Karina Sævik               |        | 72e  |
| Remplaçantes :  |    |                            |        |      |
|                 | 18 | Frida Maanum               |        | 72e  |
|                 | 11 | Lisa-Marie Karlseng Utland | 96e    | 77e  |
|                 | 5  | Synne Skinnes Hansen       |        | 102e |
| Sélectionneur : |    |                            |        |      |
| Martin Sjögren  |    |                            |        |      |

| AUSTRALIE :     |    |                      |      |        |
|                 |    |                      |      |        |
| Gardien de but  | 1  | Lydia Williams       |      |        |
|                 | 6  | Chloe Logarzo        |      |        |
|                 | 7  | Steph Catley         |      |        |
|                 | 8  | Elise Kellond-Knight |      | 94e    |
|                 | 9  | Caitlin Foord        |      |        |
|                 | 10 | Emily van Egmond     |      | 116e   |
|                 | 13 | Tameka Yallop        |      |        |
|                 | 14 | Alanna Kennedy       | 104e |        |
|                 | 16 | Hayley Rosa          |      | 74e    |
|                 | 20 | Sam Kerr             |      |        |
|                 | 21 | Ellie Carpenter      |      | 120+2e |
| Remplaçantes :  |    |                      |      |        |
|                 | 15 | Emily Gielnik        |      | 74e    |
|                 | 4  | Clare Polkinghorne   |      | 94e    |
|                 | 5  | Karly Roestbakken    |      | 116e   |
|                 | 22 | Amy Harrison         |      | 120+2e |
| Sélectionneur : |    |                      |      |        |
| Ante Milicic    |    |                      |      |        |

| Assistantes : Kylie Cockburn Mihaela Tepusa Quatrième arbitre : Jana Adamkova Cinquième arbitre : Maria Sukenikova Arbitre vidéo : Felix Zwayer Assistants arbitre vidéo : Katrin Rafalski Sascha Stegemann Femme du Match : Caroline Graham Hansen |

#### Quart de finale: Norvège - Angleterre
| Match 45           | Norvège          | 0 - 3   | Angleterre                                                    | Stade Océane, Le Havre                          |                                                 |
| 27 juin 2019 21:00 |                  | (0 - 2) | 3e Scott ( Bronze) · 40e White ( Parris) · 57e Bronze ( Mead) | Spectateurs : 21 111 Arbitrage : Lucila Venegas | Spectateurs : 21 111 Arbitrage : Lucila Venegas |
| 27 juin 2019 21:00 | Thorisdottir 88e | Rapport |                                                               | Spectateurs : 21 111 Arbitrage : Lucila Venegas | Spectateurs : 21 111 Arbitrage : Lucila Venegas |

| Norvège | Angleterre |

| NORVEGE :       |    |                            |     |     |
|                 |    |                            |     |     |
| Gardien de but  | 1  | Ingrid Hjelmseth           |     |     |
|                 | 2  | Ingrid Moe Wold            |     | 85e |
|                 | 3  | Maria Thorisdottir         | 88e |     |
|                 | 6  | Maren Mjelde               |     |     |
|                 | 8  | Vilde Bøe Risa             |     |     |
|                 | 9  | Isabell Herlovsen          |     |     |
|                 | 10 | Caroline Graham Hansen     |     |     |
|                 | 14 | Ingrid Syrstad Engen       |     |     |
|                 | 16 | Guro Reiten                |     | 74e |
|                 | 17 | Kristine Minde             |     |     |
|                 | 21 | Karina Sævik               |     | 64e |
| Remplaçantes :  |    |                            |     |     |
|                 | 11 | Lisa-Marie Karlseng Utland |     | 64e |
|                 | 15 | Amalie Eikeland            |     | 74e |
|                 | 5  | Synne Skinnes Hansen       |     | 85e |
| Sélectionneur : |    |                            |     |     |
| Martin Sjögren  |    |                            |     |     |

| ANGLETERRE :    |    |                 |  |     |
|                 |    |                 |  |     |
| Gardien de but  | 1  | Karen Bardsley  |  |     |
|                 | 2  | Lucy Bronze     |  |     |
|                 | 4  | Keira Walsh     |  |     |
|                 | 5  | Steph Houghton  |  |     |
|                 | 6  | Millie Bright   |  |     |
|                 | 7  | Nikita Parris   |  | 88e |
|                 | 8  | Jill Scott      |  |     |
|                 | 10 | Fran Kirby      |  | 74e |
|                 | 11 | Toni Duggan     |  | 54e |
|                 | 12 | Demi Stokes     |  |     |
|                 | 18 | Ellen White     |  |     |
| Remplaçantes :  |    |                 |  |     |
|                 | 22 | Beth Mead       |  | 54e |
|                 | 19 | Georgia Stanway |  | 74e |
|                 | 17 | Rachel Daly     |  | 88e |
| Sélectionneur : |    |                 |  |     |
| Phil Neville    |    |                 |  |     |

| Assistantes : Mayte Chavez Enedina Caudillo Quatrième arbitre : Katalin Kulcsar Cinquième arbitre : Sanja Rodak Arbitre vidéo : Massimiliano Irrati Assistants arbitre vidéo : Manuela Nicolosi Paolo Valeri Femme du Match : Lucy Bronze |

## Temps de jeu
| Joueuses                   |            |            |            |            |            | TT         | But inscrit | Passe décisive | MJ         | MT         | Légende |
| -------------------------- | ---------- | ---------- | ---------- | ---------- | ---------- | ---------- | ----------- | -------------- | ---------- | ---------- | --- |
| Gardiennes                 | Gardiennes | Gardiennes | Gardiennes | Gardiennes | Gardiennes | Gardiennes | Gardiennes  | Gardiennes     | Gardiennes | Gardiennes | Abréviations et symboles : TT : Total de minutes jouées MJ : Nombre de matchs joués MT : Matchs joués en tant que titulaire : but : passe décisive : joueuse entrée : joueuse remplacée : capitaine : carton jaune : carton rouge |
| Ingrid Hjelmseth           | 90         | 90         | 90         | 120        | 90         | 480        | -           | -              | 5          | 5          | Abréviations et symboles : TT : Total de minutes jouées MJ : Nombre de matchs joués MT : Matchs joués en tant que titulaire : but : passe décisive : joueuse entrée : joueuse remplacée : capitaine : carton jaune : carton rouge |
| Cecilie Fiskerstrand       | -          | -          | -          | -          | -          | -          | -           | -              | -          | -          | Abréviations et symboles : TT : Total de minutes jouées MJ : Nombre de matchs joués MT : Matchs joués en tant que titulaire : but : passe décisive : joueuse entrée : joueuse remplacée : capitaine : carton jaune : carton rouge |
| Oda Maria Hove Bogstad     | -          | -          | -          | -          | -          | -          | -           | -              | -          | -          | Abréviations et symboles : TT : Total de minutes jouées MJ : Nombre de matchs joués MT : Matchs joués en tant que titulaire : but : passe décisive : joueuse entrée : joueuse remplacée : capitaine : carton jaune : carton rouge |
| Défenseures                |            |            |            |            |            |            |             |                |            |            | Abréviations et symboles : TT : Total de minutes jouées MJ : Nombre de matchs joués MT : Matchs joués en tant que titulaire : but : passe décisive : joueuse entrée : joueuse remplacée : capitaine : carton jaune : carton rouge |
| Ingrid Moe Wold            | 90         | 86         | 90         | 102        | 85         | 453        | -           | -              | 5          | 5          | Abréviations et symboles : TT : Total de minutes jouées MJ : Nombre de matchs joués MT : Matchs joués en tant que titulaire : but : passe décisive : joueuse entrée : joueuse remplacée : capitaine : carton jaune : carton rouge |
| Maria Thorisdottir         | 90         | 90         | 90         | 120        | 90         | 480        | -           | -              | 5          | 5          | Abréviations et symboles : TT : Total de minutes jouées MJ : Nombre de matchs joués MT : Matchs joués en tant que titulaire : but : passe décisive : joueuse entrée : joueuse remplacée : capitaine : carton jaune : carton rouge |
| Stine Hovland              | -          | -          | -          | -          | -          | -          | -           | -              | -          | -          | Abréviations et symboles : TT : Total de minutes jouées MJ : Nombre de matchs joués MT : Matchs joués en tant que titulaire : but : passe décisive : joueuse entrée : joueuse remplacée : capitaine : carton jaune : carton rouge |
| Maren Mjelde               | 90         | 90         | 90         | 120        | 90         | 480        | -           | -              | 5          | 5          | Abréviations et symboles : TT : Total de minutes jouées MJ : Nombre de matchs joués MT : Matchs joués en tant que titulaire : but : passe décisive : joueuse entrée : joueuse remplacée : capitaine : carton jaune : carton rouge |
| Cecilie Redisch Kvamme     | -          | -          | -          | -          | -          | -          | -           | -              | -          | -          | Abréviations et symboles : TT : Total de minutes jouées MJ : Nombre de matchs joués MT : Matchs joués en tant que titulaire : but : passe décisive : joueuse entrée : joueuse remplacée : capitaine : carton jaune : carton rouge |
| Milieux                    |            |            |            |            |            |            |             |                |            |            | Abréviations et symboles : TT : Total de minutes jouées MJ : Nombre de matchs joués MT : Matchs joués en tant que titulaire : but : passe décisive : joueuse entrée : joueuse remplacée : capitaine : carton jaune : carton rouge |
| Synne Hansen               | -          | 4          | -          | 18         | 5          | 27         | -           | -              | 3          | -          | Abréviations et symboles : TT : Total de minutes jouées MJ : Nombre de matchs joués MT : Matchs joués en tant que titulaire : but : passe décisive : joueuse entrée : joueuse remplacée : capitaine : carton jaune : carton rouge |
| Vilde Bøe Risa             | 84         | 90         | 90         | 120        | 90         | 474        | -           | -              | 5          | 5          | Abréviations et symboles : TT : Total de minutes jouées MJ : Nombre de matchs joués MT : Matchs joués en tant que titulaire : but : passe décisive : joueuse entrée : joueuse remplacée : capitaine : carton jaune : carton rouge |
| Caroline Graham Hansen     | 90         | 90         | 54         | 120        | 90         | 444        | 1           | 1              | 5          | 5          | Abréviations et symboles : TT : Total de minutes jouées MJ : Nombre de matchs joués MT : Matchs joués en tant que titulaire : but : passe décisive : joueuse entrée : joueuse remplacée : capitaine : carton jaune : carton rouge |
| Ingrid Engen               | 90         | 90         | 90         | 120        | 90         | 480        | -           | -              | 5          | 5          | Abréviations et symboles : TT : Total de minutes jouées MJ : Nombre de matchs joués MT : Matchs joués en tant que titulaire : but : passe décisive : joueuse entrée : joueuse remplacée : capitaine : carton jaune : carton rouge |
| Guro Reiten                | 90         | 90         | 90         | 120        | 74         | 464        | 1           | 1              | 5          | 5          | Abréviations et symboles : TT : Total de minutes jouées MJ : Nombre de matchs joués MT : Matchs joués en tant que titulaire : but : passe décisive : joueuse entrée : joueuse remplacée : capitaine : carton jaune : carton rouge |
| Kristine Minde             | 90         | 90         | 90         | 120        | 90         | 480        | -           | -              | 5          | 5          | Abréviations et symboles : TT : Total de minutes jouées MJ : Nombre de matchs joués MT : Matchs joués en tant que titulaire : but : passe décisive : joueuse entrée : joueuse remplacée : capitaine : carton jaune : carton rouge |
| Frida Leonhardsen Maanum   | 6          | 0          | 36         | 48         | -          | 90         | -           | -              | 4          | -          | Abréviations et symboles : TT : Total de minutes jouées MJ : Nombre de matchs joués MT : Matchs joués en tant que titulaire : but : passe décisive : joueuse entrée : joueuse remplacée : capitaine : carton jaune : carton rouge |
| Karina Sævik               | -          | 76         | 44         | 72         | 64         | 256        | -           | 1              | 4          | 3          | Abréviations et symboles : TT : Total de minutes jouées MJ : Nombre de matchs joués MT : Matchs joués en tant que titulaire : but : passe décisive : joueuse entrée : joueuse remplacée : capitaine : carton jaune : carton rouge |
| Attaquantes                |            |            |            |            |            |            |             |                |            |            | Abréviations et symboles : TT : Total de minutes jouées MJ : Nombre de matchs joués MT : Matchs joués en tant que titulaire : but : passe décisive : joueuse entrée : joueuse remplacée : capitaine : carton jaune : carton rouge |
| Elise Thorsnes             | 10         | -          | 21         | -          | -          | 31         | -           | -              | 2          | -          | Abréviations et symboles : TT : Total de minutes jouées MJ : Nombre de matchs joués MT : Matchs joués en tant que titulaire : but : passe décisive : joueuse entrée : joueuse remplacée : capitaine : carton jaune : carton rouge |
| Isabell Herlovsen          | 90         | 90         | 69         | 77         | 90         | 416        | 2           | -              | 5          | 5          | Abréviations et symboles : TT : Total de minutes jouées MJ : Nombre de matchs joués MT : Matchs joués en tant que titulaire : but : passe décisive : joueuse entrée : joueuse remplacée : capitaine : carton jaune : carton rouge |
| Lisa-Marie Karlseng Utland | 80         | 14         | 46         | 43         | 26         | 209        | 1           | -              | 5          | 2          | Abréviations et symboles : TT : Total de minutes jouées MJ : Nombre de matchs joués MT : Matchs joués en tant que titulaire : but : passe décisive : joueuse entrée : joueuse remplacée : capitaine : carton jaune : carton rouge |
| Therese Åsland             | -          | -          | -          | -          | -          | -          | -           | -              | -          | -          | Abréviations et symboles : TT : Total de minutes jouées MJ : Nombre de matchs joués MT : Matchs joués en tant que titulaire : but : passe décisive : joueuse entrée : joueuse remplacée : capitaine : carton jaune : carton rouge |
| Amalie Eikeland            | -          | -          | -          | -          | 16         | 16         | -           | -              | 1          | -          | Abréviations et symboles : TT : Total de minutes jouées MJ : Nombre de matchs joués MT : Matchs joués en tant que titulaire : but : passe décisive : joueuse entrée : joueuse remplacée : capitaine : carton jaune : carton rouge |
| Emilie Haavi               | 0          | -          | -          | -          | -          | 0          | -           | -              | 1          | -          | Abréviations et symboles : TT : Total de minutes jouées MJ : Nombre de matchs joués MT : Matchs joués en tant que titulaire : but : passe décisive : joueuse entrée : joueuse remplacée : capitaine : carton jaune : carton rouge |
| Emilie Nautnes             | -          | -          | -          | -          | -          | -          | -           | -              | -          | -          | Abréviations et symboles : TT : Total de minutes jouées MJ : Nombre de matchs joués MT : Matchs joués en tant que titulaire : but : passe décisive : joueuse entrée : joueuse remplacée : capitaine : carton jaune : carton rouge |
| Total                      |            |            |            |            |            |            |             |                |            |            | Abréviations et symboles : TT : Total de minutes jouées MJ : Nombre de matchs joués MT : Matchs joués en tant que titulaire : but : passe décisive : joueuse entrée : joueuse remplacée : capitaine : carton jaune : carton rouge |
| Équipe de Norvège          | 90         | 90         | 90         | 120        | 90         | 480        | 5           | 3              | 5          | -          | Abréviations et symboles : TT : Total de minutes jouées MJ : Nombre de matchs joués MT : Matchs joués en tant que titulaire : but : passe décisive : joueuse entrée : joueuse remplacée : capitaine : carton jaune : carton rouge |